# Sites historiques et culturels majeurs protégés au niveau national (Liaoning)
Cette liste regroupe les principaux sites protégés pour leur valeur culturelle et historique au niveau national par l'administration d'état chargée du patrimoine culturel en Chine pour la province du Liaoning. Cette liste ne se base que sur les six premières listes qui ont été établies avant 2006. Une septième liste a été publiée en 2013 avec de nombreux sites supplémentaires.
| N°    | Désignation                                          | Ville / district             | Image |
| ----- | ---------------------------------------------------- | ---------------------------- | ----- |
| 1-32  | Stèle de l'amitié sino-soviétique                    | Dalian / Lüshun              |       |
| 1-86  | Temple Fengguo                                       | Jinzhou / Yi Xian            |       |
| 1-112 | Palais de Mukden                                     | Shenyang                     |       |
| 1-167 | Tombes peintes de Liaoyang                           | Liaoyang                     |       |
| 2-61  | Mausolée Zhao                                        | Shenyang                     |       |
| 3-34  | Site du massacre de Pingdingshan                     | Fushun / Dongzhou            |       |
| 3-45  | Grottes de Wanfotang                                 | Jinzhou / Yi Xian            |       |
| 3-62  | Anciens murs de Xingcheng                            | Huludao / Xingcheng          |       |
| 3-127 | Temple de Beizhen                                    | Jinzhou / Beizhen            |       |
| 3-128 | Temple de Xuanzhen                                   | Yingkou / Gaizhou            |       |
| 3-140 | Pagode de Chaoyang                                   | Chaoyang                     |       |
| 3-151 | Deux tours du temple Chongxing                       | Jinzhou / Beizhen            |       |
| 3-152 | Pagode blanche de Liaoyang                           | Liaoyang                     |       |
| 3-160 | Prison de Lüshun                                     | Dalian / Lüshun              |       |
| 3-183 | Site de Jinniushan                                   | Yingkou / Dashiqiao          |       |
| 3-195 | Site de Niuheliang                                   | Chaoyang / Lingyuan          |       |
| 3-208 | Site de Jiangnüshi                                   | Huludao / Suizhong           |       |
| 3-256 | Tombes de Yongling                                   | Fushun / Xinbin              |       |
| 3-257 | Tombe de Fuling                                      | Shenyang                     |       |
| 4-7   | Site de Chahai                                       | Fuxin / Xian mongol de Fuxin |       |
| 4-36  | Oppidum du mont Wunu                                 | Benxi / Huanren              |       |
| 4-37  | Oppidum de Fenghuangshan                             | Dandong / Fengcheng          |       |
| 4-58  | Dolmen de Shipengshan                                | Yingkou / Gaizhou            |       |
| 4-136 | Grande Muraille à Jiumenkou                          | Huludao / Suizhong           |       |
| 4-201 | Bâtiments russes de Dalian                           | Dalian                       |       |
| 4-221 | Résidence de Zhang Xueliang                          | Shenyang                     |       |
| 5-23  | Site de Xianrendong                                  | Anshan / Haicheng            |       |
| 5-24  | Site de Xinle                                        | Shenyang                     |       |
| 5-25  | Site de Dongshanzui                                  | Chaoyang / Harqin            |       |
| 5-155 | Dolmen de Ximucheng                                  | Anshan / Haicheng            |       |
| 5-156 | Tombes Liao de Yemaotai                              | Shenyang / Faku              |       |
| 5-282 | Vieux bâtiments du temple de Guangji                 | Jinzhou                      |       |
| 5-442 | Grande muraille de Yan                               | Chaoyang / Jianping          |       |
| 5-478 | Architecture moderne de la place Zhongshan           | Dalian                       |       |
| 5-479 | Université du Nord-Est                               | Shenyang                     |       |
| 6-47  | Site de Miaohoushan                                  | Benxi                        |       |
| 6-48  | Site de Gaotaishan                                   | Shenyang / Xinmin            |       |
| 6-49  | Oppidum de Shitaizi                                  | Shenyang                     |       |
| 6-50  | Vieille ville de Hetu'ala                            | Fushun \| Xinbin             |       |
| 6-242 | Tombe de Yuan Taizi                                  | Chaoyang / Chaoyang          |       |
| 6-243 | Tombe de Feng Sufu                                   | Chaoyang / Beipiao           |       |
| 6-497 | Pagode du temple de Yunjie                           | Chaoyang                     |       |
| 6-498 | Vieille ville de Qiansuo                             | Huludao / Suizhong           |       |
| 6-499 | Site de Guangning                                    | Jinzhou / Beizhen            |       |
| 6-500 | Temple de Youshun                                    | Chaoyang                     |       |
| 6-501 | Temple de Shengshui                                  | Huludao                      |       |
| 6-914 | Cimetière de Wanzhong                                | Dalian                       |       |
| 6-915 | Temple de Xibozu                                     | Shenyang                     |       |
| 6-916 | Site de Xipaotai                                     | Yingkou                      |       |
| 6-917 | Musée de la résidence des gouverneurs de Guandong    | Dalian                       |       |
| 6-918 | Charnier de Fushun                                   | Fushun                       |       |
| 6-919 | Pont cassé du Yalu                                   | Dandong                      |       |
| 6-920 | Centre de détention de criminels de guerre de Fushun | Fushun / Xinfu               |       |

- (en) Cet article est partiellement ou en totalité issu de l’article de Wikipédia en anglais intitulé « Major National Historical and Cultural Sites (Liaoning) » (voir la liste des auteurs).